# Jili Hu
Jili Hu är en sjö i Kina. Den ligger i den autonoma regionen Xinjiang, i den nordvästra delen av landet, omkring 340 kilometer norr om regionhuvudstaden Ürümqi. Jili Hu ligger 479 meter över havet. Arean är 167 kvadratkilometer. Den sträcker sig 16,7 kilometer i nord-sydlig riktning, och 15,1 kilometer i öst-västlig riktning.
Genomsnittlig årsnederbörd är 234 millimeter. Den regnigaste månaden är juli, med i genomsnitt 52 mm nederbörd, och den torraste är februari, med 6 mm nederbörd.